# Абасов, Халил Гасангули оглы
Халил Гасангули оглы Абасов (азерб. Xəlil Həsənqulu oğlu Abbasov; 17 августа 1914, Сарыханлы, Джеватский уезд, Бакинская губерния, Российская империя — 1 апреля 1992, там же) — советский азербайджанский животновод. Участник Великой Отечественной войны. Герой Социалистического Труда (1948).

## Биография
Родился 17 августа 1914 года в селе Сарыханлы Джеватского уезда Бакинской губернии (ныне — в Имишлинском районе Азербайджана).
Участвовал в Великой Отечественной войне.
В 1945—1975 годах — старший чабан и бригадир колхоза имени Жданова (бывший имени Берии) Имишлинского района Азербайджанской ССР. С 1976 года трудится в кормозаготовительной бригаде этого же колхоза. В 1947 году вырастил от 404 грубошёрстных овцематок 492 ягнёнка, при среднем весе ягнят к отбивке 42 килограмма.
Указом Президиума Верховного Совета СССР от 17 августа 1948 года за получение в 1947 году высокой продуктивности животноводства Абасову Халил Гасангули оглы присвоено звание Героя Социалистического Труда с вручением ордена Ленина и золотой медали «Серп и Молот».
Скончался 1 апреля 1992 года в селе Сарыханлы.

## Награды
- орден Ленина
- медаль «Серп и Молот»